# 光暈戰記-屠魔英雄
《光暈戰記-屠魔英雄》是由遊戲開發商力可科技股份有限公司於2009年推出的一款的大型多人線上即時戰略，為力可科技最受歡迎的遊戲；現由嘎姆擂台直接營運。於嘎姆擂台上支援多種儲值方式。2019年10月21日時遭到網路攻擊，下架一段時間後，已於2020年1月重新上架於嘎姆擂台2.0 （页面存档备份，存于），並於2024年10月30日上架於Steam平台。 （页面存档备份，存于）

## 故事背景
七百年前，地球因為世界政府的過度發展，
能源浩劫與汙染風暴以前所未見的毀滅力量反撲文明世界。
這場浩劫不但使得人類的科技文明倒退至古世紀，也使地球產生一個恐怖的變化－
「黑色的瘴氣覆蓋在大氣層外，日光不再伸手可得」。

### 皇家騎士團Royal Knights
四百多年後，哈斯卡帝國的建立，讓人類又重登物種的頂端，
帝國致力於尋找地球上各處仍有日光的稀有地域，將這些寶貴的日光資源分配給所有物種，
帝國一代代傳承的使命便是要恢復地球往日的風采。

為了守護這個偉大的使命，身為帝國皇家騎士團一員的你，
必須用武力阻止少部分為了私慾而想占有日光地的人類。

日光，是全地球的資產，
不論多少犧牲與代價，都要緊緊守護這顆褪色的星球，

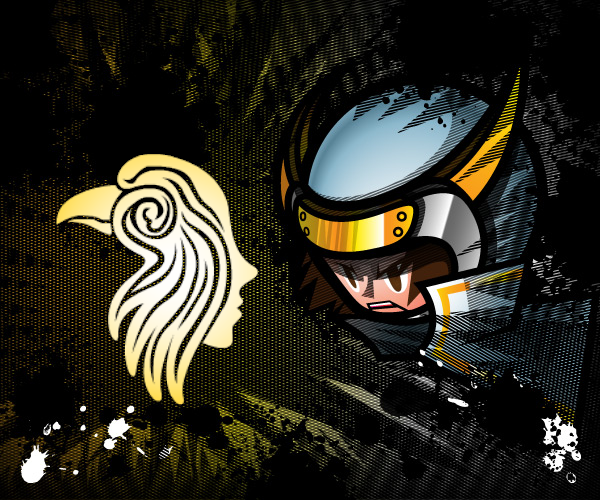
Royal Knights

直到有天她再度湛藍。

你為何而戰？
為了榮耀而戰！
為了地球而戰！

### 天影十字軍Skydow Warriors
距今兩百多年前，哈斯卡以帝王的姿態集合了地球上殘存的科學技術建立了帝國，
此後便以武力征伐各個擁有日光地的部落，並對人類進行高壓統治。

有一小批失去日光活在陰影中的人，
因為長期幽閉的生活而悟得生命之道，並得以發揮人類潛在的自然力量，
這些人被稱為天影武士。

天影武士的出現是帝國的一大威脅，因為他們會守護日光地的人們不受帝國的侵略。
帝國於是派出軍隊來鎮壓，這也導致天影武士之間的團結與組織的建立，
天影十字軍於是成為自由和平的化身。

已悟道而成為天影武士的你，為了守護人們責無旁貸，拿起武器對抗強權。

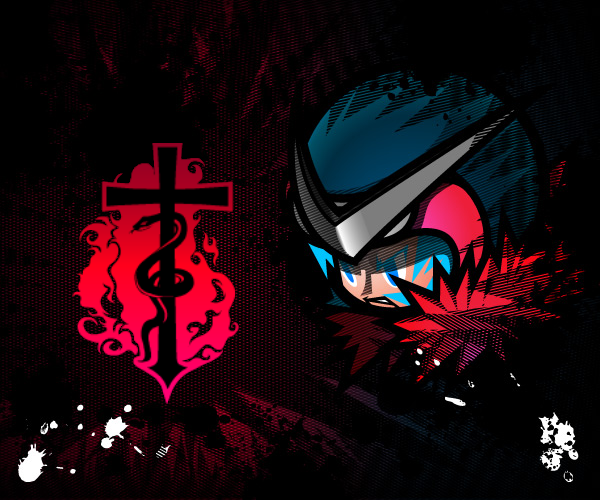
Skydow Warriors

你為何而戰？
為了生命而戰！
為了正義而戰！

### 第三勢力The Third Force
帝國與天影之間為了搶奪稀有的日光地而展開的戰爭已持續了數十年，
地面下能開採的礦物與地表上能生產的微量作物也都盡數投入戰爭的需求。

在戰爭夾縫之中不幸的人們呀，
生在這個搶奪、欺騙與殺戮的年代，只能不停地戰鬥讓自己成長茁壯，
因為弱小與仁慈是死神最飢渴的獵物。

沒有帝國的眷顧也不被天影籠罩，
你成為第三勢力的傭兵在戰場上尋找生路，
沒有信仰、沒有依靠、也沒有退路。 

打敗所有人就是在這個世界上活下去的方式，
你走在一個人的路上，希望真有那麼一天能見到光暈散開照耀大地。

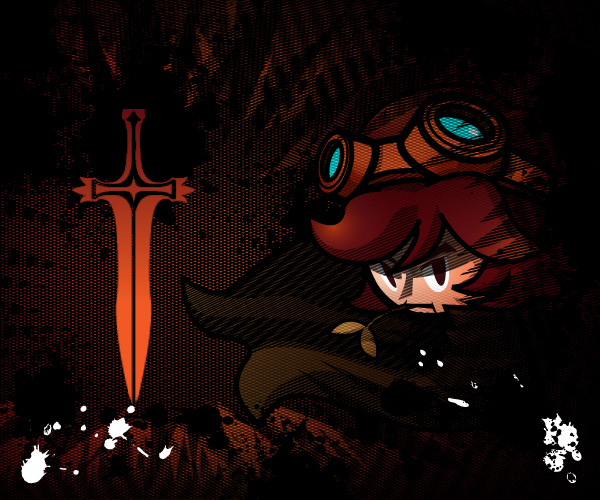
The Third Force

你為何而戰？
為了生存而戰！
為了自己而戰！

## 遊戲玩法
戰場中有數種遠程武器及近身武器，各有優缺點，每位戰士同時間只能同時持有兩種武器，玩家們要研究各種武器的性能才能在戰場上靈活運用。手上若拿著各種不同的「近身武器」或「特定遠程商店武器」，按住滑鼠不放即可以身上的「氣」引導至武器，進而釋放出不同的特殊能力。聲望越高，集氣以及回復「氣」的時間越短，技能所持續的時間也越長，強度也越強。
戰鬥中每個人有三條命，一條命有100點血量，分數是以攻擊敵人時的損血量及打倒的人數決定，但打傷同隊夥伴將會扣分。另外遊戲中的聲望系統會記錄每位玩家殺過的敵人以及誤殺隊友的次數，成功壓制敵方的的陣營就可以贏得聲望，不過相對的，殺死敵軍後在敵方陣營的聲望就會降低(除了第三勢力)。
光暈戰記野戰區和激戰區可以進行多人對戰，其中，激戰區可以由玩家自行開房，電競房甚至可以自訂規則增加對戰可塑性。而野戰區將進行隨機戰鬥。除了多人模式外，還有任務模式可以單人挑戰或和其他玩家一起打副本，每個陣營都有自己獨特的任務和劇情。

## 遊戲模式

### 單人練習
玩家可以在單人練習中與AI合作及對抗，分為最基礎的「對戰模擬」、以自身性命為重的「生存模式」、要求殺敵數的「殺戮戰場」、搶奪旗幟回到陣地的「搶旗模式」以及招兵買馬保護村民的「殭屍來襲」。

#### 對戰模擬
玩家需要殲滅所有其他陣營的敵人，天影十字軍要殲滅所有皇家騎士團和第三勢力，皇家騎士團則需要殲滅天影十字軍與第三勢力，第三勢力則要清除場上所有的敵人

#### 生存模式
有一計時器，計時結束時，還存活著就算獲勝

#### 殺戮戰場
有一計時器，類似生存模式，但除了存活外，還需要擊殺一定數量的敵人才算獲勝，否則失敗

#### 搶旗模式
有一計時器，類似生存模式，但除了存活外，還需要找出地圖上的旗幟並帶回己方陣地，需到達一定數量，否則失敗

#### 殭屍來襲
共計九晚，每晚殭屍的數量和種類都將越來越多，而玩家能雇傭的士兵種類也會越來越多，到第十日時，玩家必須和至少一名村民倖存

### 多人對戰

#### 激戰區
玩家可創立遊戲房，在其中進行1V1至4V4的多人對戰，房間又分為普通房和電競房，電競房能夠透過制定規則來進行自由度較高的戰鬥。

#### 野戰區
可能和任意隊友或敵人進行戰鬥，若人數允許，將會有更多的AI協助戰鬥，若陣營生命數還有剩，玩家將能在三條命都用完後十秒復活，對戰期間，將能於戰場上拾取AI及玩家掉落的金幣，如存活並取得勝利，將能獲得拾取總額，但每次死亡，所拾取的金幣都將減半。

### 任務模式
任務模式可以單人挑戰或和其他玩家一起打副本，每個陣營都有自己獨特的任務和劇情，每個劇情都環環相扣，值得玩家挑戰破關並串聯起這些劇情。

## 武器
武器為光暈戰記不可或缺的一部分，每個武器都有自己的優勢與劣勢，每位戰士只能同時持有兩種武器，玩家們可以依照自己的喜好與常項，研究並配出能夠靈活運用的組合，而手上若拿著各種不同的「近身武器」或「特定商店武器」，按住滑鼠不放即可以將身上的「氣」引導至武器，進而釋放出不同的特殊能力。陣營聲望越高，集氣以及回復「氣」的時間越短，技能所持續的時間也越長，強度也越強。

武器大致上可分為兩大類，而兩大類中又分為各類型近身、遠程、投擲和安裝性武器

### 基本武器
| 武器   | 傷害（正常狀況） | 彈匣子彈數量         | 武器技能 | 類型     |
| ------ | ---------------- | -------------------- | -------- | -------- |
| 拳頭   | 1                |                      | 無       | 近身武器 |
| 小刀   | 15               |                      | 有       | 近身武器 |
| 大刀   | 50               |                      | 有       | 近身武器 |
| 雙爪   | 10               |                      | 有       | 近身武器 |
| 盾牌   | 無               |                      | 有       | 近身武器 |
| 手槍   | 1~25             | 6                    | 無       | 遠程武器 |
| 步槍   | 1~25             | 15                   | 無       | 遠程武器 |
| 狙擊槍 | 1~105            | 1                    | 無       | 遠程武器 |
| 散彈槍 | 1~25             | 5（一次射出5發子彈） | 無       | 遠程武器 |

※其中，盾牌的耐久為100，可阻擋遠程武器傷害(將扣除相應耐久度)，被近身武器攻擊時，將與持有者共同分擔50%的傷害(扣除一半耐久度)。
※只有在被電磁斧砸到或是被麻醉槍麻醉後，才會擁有拳頭

### 商店武器
| 武器       | 彈匣容量                        | 武器技能 | 類型     |
| ---------- | ------------------------------- | -------- | -------- |
| 雙刃巨斧   |                                 | 有       | 近身武器 |
| 冰劍       |                                 | 有       | 近身武器 |
| 火焰戒指   |                                 | 有       | 近身武器 |
| 火焰噴射器 |                                 | 無       | 遠程武器 |
| 迴力鏢     |                                 | 有       | 遠程武器 |
| 導航火箭砲 | 5(一次射出五發子彈所組成的火箭) | 有       | 遠程武器 |
| 水晶弓     | 1                               | 有       | 遠程武器 |
| 白銀雙鷹   | 10                              | 無       | 遠程武器 |
| 激光槍     | 消耗使用者身上的"氣"            | 有       | 遠程武器 |
| 長程麻醉槍 | 1                               | 無       | 遠程武器 |
| 手裡劍     | 8                               | 有       | 遠程武器 |
| 手榴彈     |                                 | 無       | 投擲武器 |
| 煙霧彈     |                                 | 無       | 投擲武器 |
| 閃光彈     |                                 | 無       | 投擲武器 |
| 燃燒手榴彈 |                                 | 無       | 投擲武器 |
| 電磁斧     |                                 | 無       | 投擲武器 |
| 定時炸彈   |                                 | 無       | 安裝武器 |

※水晶弓與長程麻醉槍使用另類彈藥，而激光槍則消耗使用者身上的"氣"，普通彈藥無法進行補給。
※迴力鏢能夠有效對高地與持盾敵人造成傷害，但容易被近身武器擊落。
※手裡劍可透過集氣直線收回彈藥，但容易被近身武器擊落。
※火焰戒指釋放技能後，能夠揮出遠程火球進行攻擊
※商店武器若被麻醉槍、電磁斧砸到後，在該次死亡前將無法再使用該武器

### 武器技能

#### 小刀
皇家騎士團
- 一級-防護罩  可以抵禦槍彈的所有攻擊，但不能抵禦一些商店武器的攻擊，受近身武器傷害減半，若被狙擊槍打出95以上的傷害防護罩會瞬間破裂
- 二級-真氣風暴  釋放出一個傷害為3的龍捲風，被捲進去的人或武器都將於數秒後脫出，但此期間若有其他人或武器被捲進去，前一個人將會提前脫出

天影十字軍
- 一級-鷹眼  縮減後方視野距離，增加前方視野距離
- 二級-天隱之眼  在地圖一處設置天眼，此之後視野將被鎖定於天眼位置，持續時間無限，直到釋放者使用近戰武器攻擊才會解除

第三勢力
- 一級-吸血術  攻擊敵人時，吸取敵人所受傷害的50%(小數點後無條件捨去)
- 二級-血刃  使用武器攻擊敵人時將提升血刃等級，最高可達5級，屆時武器傷害將為原先的兩倍，但若未能攻擊到敵人，將會逐漸失效，等級越高，下降的越快

#### 大刀
皇家騎士團
- 一級-劍氣光彈  釋放三顆至五顆(依聲望數量而定)黃色光彈，撞牆後將產生震波，能夠對牆後敵人造成傷害
- 二級-光牙風甲  遭受攻擊時，將自動釋出一顆光彈向攻擊方來源處發射

天影十字軍
- 一級-黑龍波  釋放出一條黑色的龍，但牠會不受控制，傷害為20-15，是少數不會對友軍(僅限天影)造成傷害的技能
- 二級-黑龍領主  釋放出一條圍繞著自身的龍，當龍首與玩家接觸時，玩家移動速度及大刀攻擊速度加快，並吐出10%傷害的龍息

第三勢力
- 一級-巨人術  放大自身，屆時所受的傷害及武器的攻擊傷害將有所加乘
- 二級-爆血轉生  身體逐漸膨脹，最終自爆並對周圍造成傷害，重生時生命值+50%

#### 雙爪
皇家騎士團
- 一級-閃現術  閃現至當下距離最近的敵人身旁，並釋放亮光影響敵人視線
- 二級-光印  釋放一個光印，將敵人傳送至光印當下位置至釋放點連線的近處

天影十字軍
- 一級-影分身  能夠一定機率(依聲望而定)的閃避敵人遠程武器的攻擊，但不閃避近身武器攻擊，且被近身武器攻擊將會導致技能中斷
- 二級-影輕功  向移動方向跳躍，並且只需要耗費一半的氣

第三勢力
- 一級-縮骨功  縮小自身，屆時敵人的遠程武器將很難擊中本體，但相對的，所受的傷害也會更高
- 二級-蟲化術  縮骨功的加強版，釋放技能後幾乎看不見本體，減少移動速度，完全閃避遠程武器及近身武器的攻擊，但若被玩家踩中，將造成25%的傷害

#### 冰劍
皇家騎士團
- 冰凝氣  釋放一個圓形範圍的冰氣，對周圍敵人造成少量傷害並附有冰凍傷害

天影十字軍
- 居合斬  朝面向方向衝擊，暈眩敵人並造成可觀傷害，距離越近，傷害越高

第三勢力
- 召喚冰兒  召喚一個當下自身一半血量的冰兒，冰兒將揮出冰氣，並造成冰凍傷害，冰兒死亡時將釋放一條冰龍

#### 水晶弓
皇家騎士團
- 反衝箭  釋放出一個強化弓矢，可射穿人體、盾牌，並在撞到牆面後繼續折射，直到箭氣消耗殆盡

天影十字軍
- 天箭  釋放後，朝天上射出數發箭矢(至多五發)，朝所瞄之處設擊(不受地形影響)

第三勢力
- 爆裂矢  射出一發具有爆破性的箭矢，箭矢將在射出後數秒引爆，對周圍敵人造成傷害，若直接射到人體上將造成可觀傷害

#### 盾牌
通用
- 一級  修復盾牌耐久值10-100%(依聲望值而定)，並另附有10%修復力，可以反彈雷射與光彈的盾氣
- 二級  釋放衝擊波，可將敵人推離(若地形允許，將使其被推至低處)，但並不會修復盾牌耐久

#### 導航火箭砲
通用
- 一級  火箭砲的前後將各發射一發火箭(共兩發)
- 二級  火箭砲的前後將各發射兩發火箭(共四發)

#### 雙刃巨斧
通用
- 一級  用力敲擊地面，對敵人造成暈眩，但同時斧刃也將短時間卡在地面內
- 二級  利用自身形成一個迴旋刃，機率性彈開部分遠程武器子彈，並造成可觀傷害，技能期間點擊左鍵可朝所瞄處跳躍並在落地時造成暈眩，但若技能結束時仍未釋放二段技能，將對自身造成暈眩

#### 雷射槍
通用
- 將向前方發射激光束，可穿透人體、防護罩及未有盾氣的盾牌，但使用者將會被強大的後座力向後推動

#### 迴力鏢
通用
- 釋放後，將有一個小型於自身周圍環繞並對接近的敵人造成傷害

#### 火焰戒指
通用
- 釋放天火，屆時將有數顆火球從天而降，同時，使用者也將在攻擊時釋放火球對敵人造成傷害

## 其他

### 角色造型
遊戲中三個勢力可選擇的角色各有不同。以下是各陣營的預設造型︰
- 天影十字軍可選擇革命鬥士、薔薇刺客和終結者、暗影假面。
- 皇家騎士團則為神風遊俠與公主騎士、守護者、皇家武士。
- 第三勢力則可選擇男傭兵、女傭兵或是任性女傭兵、狂妄男傭兵。
- 若不想選擇以上角色造型的玩家也可以進入角色工坊自行創作角色，不過只會更改角色的樣貌，需付費50嘎姆點（平台點數）開啟為期72小時的角色工坊製作，而一個陣營最多可以保留4個角色插槽讓玩家替換。

### 光暈任務AI生命值

#### 皇家騎士團
阿波羅元帥 1500%
天位騎士 500%
皇家騎士 150%
帝國隨扈 100%
帝國守衛 200%
帝國副小隊長 210%
魏斯蒙少尉 400%
皇家守衛 120%
皇家狙擊手 100%
下哨(上哨)守衛:100%
丹格斯城隊長 250%
先鋒隊長 220%
特戰隊長250%
小隊長 120%
工兵 100%
阿薩斯城主 900%
阿薩斯團長 400%
阿薩斯副團長 200%
阿薩斯小隊長 250%
阿薩斯守衛 100%
阿薩斯騎士 200%
阿薩斯研究員 100%

#### 天影十字軍
初影 100%
真影 150%
隱之墨 150%
隱心 200%
七月教護法 150%
七月教徒 100%、120%
天影武士 150%、100%、300%
天影指揮官 300%
影俠 1000%
影娘 600%

#### 第三勢力傭兵團
傭兵 100%
二級傭兵 120%
三級傭兵 
上級傭兵 150%、120%、110% 
直屬傭兵 180%
菁英份子 300%
傭兵探子、探子120%
刺客殺手 150%
芭芭雅克 350%
藍天、白雲護法 150%
馬茲席塔 1500%
隱居士(青嵩散人) 2000%
吉娜 350%
瑞克 300%
娜妹軍 100%
黑炎將士
黑炎軍士 150%
黑炎軍相 115%
黑炎軍馬+軍狙+軍卒 100%
黑炎監狙+監馬 100%
九方一色 2000%

#### 盜賊

##### 黑森盜賊團
德里克.黑森 380%
衫風、典火 250%
盜賊嘍囉 100%/150%

##### 銀邊盜賊團
銀邊.布朗丹 300%
銀邊盜賊團嘍囉 100%
銀邊盜賊團副手 150%

##### 無天盜礦團
無天盜礦團大頭目 300%
無天盜礦團二頭目 200%
無天盜礦團頭目 200%
盜礦賊 100%

#### 斧頭幫
斧頭幫嘍囉 100%
斧頭幫頭目 150%
斧頭幫堂主 250%

#### 伊拉馬族
伊拉瑪長老 150%
伊拉瑪戰士 150%
伊芙 50%,150%,200%

#### 其他
高風西德100%
伊蒂絲 100%
麥加米 100%
冰魂 50%、100%
冰妖王 1000%
冰石怪 100%
火晶石怪 100%
石怪 100%
殭屍 30%
千年殭屍 90%
火山精靈(小辣椒) 300%
舍利 300%
骨靈 300%
心魔 100%
魚.蜜蜂 1%
豹 50% 金錢豹 60%
熊 100%
屍血蟲 80%

## 外部連結
- 官方網站（页面存档备份，存于）
- 巴哈姆特對《光暈戰記-屠魔英雄》的介紹（页面存档备份，存于）
- Gamelet嘎姆擂台網頁 （页面存档备份，存于）

## 已經被移除、取代或尚未還原的功能

### 已移除
- 盟戰區：需擁有至少三枚勳章。盟戰區中玩家可以加入或建立一個盟會，和其他人一同經營，並可以由盟主決定盟會成員製作地圖，供其他盟會挑戰或盟主將地圖公開至同人陣。
- 大戰役：需擁有至少六枚勳章和60聲望。戰役屬於大型多人對戰，由嘎姆擂台的網站管理員開啟，戰役皆是由玩家製作、管理員審核通過，有許多不同的戰役，且依據玩家的製作，最多允許每個陣營各8人(共24人)參戰。
- 盟會：光暈戰記的公會體制
- 愛恨情仇：可以設定和其他玩家之間的關係，不同關係的人物在戰場上相遇就會出現不同的特殊效果。
- 激戰區世界：玩家將在許多隨機分配至戰鬥的「戰區」和休憩、接取任務的「城鎮」中出入，若在戰區中則隨時有可能和任意戰區的隊友或敵人進入戰鬥，除此之外敵方人數較多時我方也會有更多的AI(NPC)協助戰鬥。若存活取得勝利，則會獲得獎勵較好的金寶箱，死亡則只獲得銀寶箱，開啟可能獲得激戰區專用的煙火或三色彈、光暈幣或嘎姆點等。
- 年獸：2020新年時的特殊野戰怪物，由管理員們操縱，打敗時有特別獎勵
- 單人練習-路亞修行：新版光暈移除了單人練習的路亞修行模式

### 被取代
- 電競場BETA：聲望需達到三十以上。分為盟會、陣營對抗賽，建立遊戲室的主持人可以制定「基本規則」或購買特定道具以制定強制性的「自訂規則」，並可以實況轉播。戰鬥並不會增減聲望。若要參與盟會對抗賽的玩家必須有加入盟會才可入場。  (被新版激戰區開房機制取代)
- 野戰區：玩家在野戰區不需要聲望，不會有AI跟你戰鬥，只有玩家之間的戰鬥，要加入房間才能開始戰鬥。  (被新版激戰區開房機制取代)
- 光暈同人陣：光暈同人陣是一個可以讓玩家們自己創造任務的新天地，任務的創造者們可以透過輸入指令生成事件再製成獨一無二的任務，除了可以使用光暈的地圖、角色來編輯自己的任務外，也可以搜尋並使用其他玩家盟會所創造千奇百怪的自創地圖與角色。在陣營角色選擇處可以上傳自己的角色供任務創作者使用。盟主們則可在盟會頁上傳盟會地圖給同人陣的任務使用。  (被新版網頁功能取代)
- 自殺毒藥  (被脫離戰場功能取代)
- 角色造型：若不想選擇預設角色造型的玩家也可以進入角色工坊自行創作角色，不過只會更改角色的樣貌，需付費1500光暈幣（遊戲貨幣）或29嘎姆點（平台點數）開啟24小時的角色工坊製作，工坊關閉後有12小時可以用「讀檔」改變角色樣貌。  (被新版的角色工坊取代)